# .local
.local è un dominio di primo livello speciale. Introdotto da Apple nella RFC 6762, viene utilizzato dalle implementazioni del protocollo Zeroconf, tra cui Bonjour. I domini .local vengono risolti solo all'interno della stessa LAN.
.local è usato anche dal componente Active Directory in Windows Server 2003 per gli indirizzi locali, anche se crea problemi con i client macOS ed è preferibile usare un suffisso reale per garantire l'univocità.